# Xiomara Moreno
Xiomara Moreno (Caracas, Venezuela, 5 de noviembre de 1959) es una dramaturga, directora, escritora, actriz y docente venezolana, egresada de la Universidad Central de Venezuela, obteniendo la Licenciatura en Artes, Mención Teatro (1983). Magíster Scienciarium en Teatro Latinoamericano por la Universidad Central de Venezuela; tiene Maestría en Gestión Cultural en la Universidad de Barcelona y estudios de Doctorado en Derecho de la Cultura por la Universidad Carlos Tercero, Instituto de Estudios de Comunicación y Cultura, de Madrid. Fue directora y productora artística del Grupo Theja, período en el que desarrollo sus habilidades como escritora de obras y fundadora de su propia agrupación teatral Xiomara Moreno Producciones. Trabajó junto a su hermano Javier Moreno, también dramaturgo y director venezolano, en obras como: Geranio, original de la autora; y en una adaptación de Como gustéis de William Shakespeare, Cofradía.
Algunas de sus obras han sido publicadas en España (Casa de América y Asociación de Directores Españoles), Argentina (Instituto Nacional de Teatro), Cuna (revista Conjunto) y New York (revista Ollantay) y también es conocida por ser guionista de televisión.

## Biografía
Xiomara Leticia Moreno nació en Caracas el 5 de noviembre de 1959. Su primera obra de teatro la vio cuando estudiaba tercer año de educación media, era de un grupo argentino que se presentó en el auditorio del Liceo Andrés Eloy Blanco titulada Contratando. En ese mismo año, vio la obra Fiebre de Miguel Otero Silva, dirigida por Carlos Giménez en la antigua sede del Ateneo de Caracas y desde allí quiso hacer teatro.
Bachillerato
Se une al grupo liceísta TEIO (Teatro de la Escuela Técnica Industrial del Oeste, conocido también como Liceo Rafael Vegas) al empezar el cuarto año de bachillerato en Ciencias, el cual era dirigido por José Simón Escalona. Allí participó en el coro de Antígona; actuó en El grito de las ánimas (Versión de obras de César Rengifo), en una comedia de Paul William y en El largo camino del Edén de José Gabriel Núñez. Con esas obras participó en Festivales Liceístas en el Auditorio del Ministerio de Educación: La casa de Andrés Bello. La última que hizo le permitió trabajar con el Grupo Theja, en funciones del sótano de la Universidad Central de Venezuela.
Vida Universitaria
Luego de graduarse del bachillerato decide estudiar Física en la Universidad Central de Venezuela (UCV). Mientras cursaba esta carrera se abre la Escuela de Artes en la misma alma mater. En 1979 empieza a estudiar Artes de manera simultánea pero ante la dificultad de mantener ambos cursos le llevó a concluir que debía culminar una carrera primero eligiendo las Artes. Cinco años después se gradúa en la Primera Promoción de Licenciados en Artes, mención Teatro del país. Como estudiante, participa en ciclos de lecturas dramatizadas de obras de teatro y escribe su primera obra de teatro titulada Gárgolas (1979) en el Taller de Dramaturgia dictado por José Ignacio Cabrujas. Con esta obra se hizo el primer taller montaje de la Escuela de Artes. En paralelo, dictaba clases de teatro en Educación Media, en las que dirigió obras de Federico Garíca Lorca, Augusto Boal y Cabrujas. En el liceo Pablo Acosta Ortiz (San Martín) escribe Un bolívar para el PAO en 1982, con la que gana el premio a Mejor Dramaturgia para teatro liceísta de la Zona Educativa de Caracas. Lo que le permitió presentarse con un elenco estudiantil en la Sala de Conciertos del Ateneo de Caracas. Luego, fue alumna del Taller de Dramaturgia de La Casa Rómulo Gallegos por un año. Este taller era dado por José Ignacio Cabrujas, y en ese espacio escribe Obituario (1983).
En 1995 culmina sus estudios de Especialización en Cooperación Cultural Iberoamericana en la Universidad de Bercelona, España. Obtuvo la Maestría en Teatro Latinoamericano de la Universidad Central de Venezuela, siendo egresada de la primera promoción en 1997, y un diplomado en Cooperación Cultural Latinoamericana y del Caribe de la Universidad Simón Rodríguez. En 2003 culmina sus estudios de Gerencia Cultural en la Universidad de Barcelona. Además, fue directora de la Escuela de Artes de la UCV (2000 - 2004), donde actualmente se desempeña como docente.

## Trayectoria artística
Con Gárgolas retoma el contacto con José Simón Escalona para que dirija el montaje y a través del Festival Nacional de Teatro de la Asociación Venezolana de Teatro (AVEPROTE, 1983) busca el patrocinio del mismo. En el mismo festival, Xiomara Moreno dirige su primera obra profesional Cuatro esquinas de José Simón Escalona. Desde allí, fue productora y directora artística del Grupo Theja por nueve años.
En la agrupación dirigió y produjo sus obras: Obituario (1984), Perlita Blanca como sortija de señorita (1986), Geranio (1988), Manivela (1990) y Último piso en babilonia (1992), reestrenada en 2001 por el Grupo Contrafuego. Escribió el texto de Cyrano (1991) dirigido por José Simón Escalona. Produjo Padre e Hijo, Ángeles y Arcángeles y Jav y Jos de José Simón Escalona; Su novela romántica en el aire de Javier Vidal Pradas; y Muchinga de Javier Moreno. También, hizo un personaje de tía en Marilyn, la última pasión; la esposa de Luigi Pirandello en Hermes Bifronte; y la esposa en Padre e Hijo, todas de José Simón Escalona.
Experiencia Internacional

En 1984, viaja al Eugene O’Neill Theater Center en Connecticut para dirigir la lectura dramatizada de Jav y Jos de José Simón Escalona. Ese año también participa en el Festival de Manizales de Colombia con Obituario:
En cuanto a Venezuela, país que goza de las ventaja de un festival internacional de teatro sin paralelo en América Latina, impresionó por su calidad onírica la puesta en escena de Obituario de Xiomara Moreno con el Grupo Theja, conformado por jóvenes que saben manejar la expresión corporal como instrumento básico del actor
En 1990 la Televisora Española (TV España) grabó un montaje completo de Geranio para el programa de teatro José Monleón. En 1991 es contactada por el Instituto Internacional de Teatro de Nueva York para realizar un recorrido por los teatros de Los Ángeles, San Francisco y Nueva York en calidad de directora de teatro venezolano invitada. 
En 1997 es invitada por la Asociación Cultural Humboldt y el Goethe Institut para ir a Berlín durante dos meses para ponerse en contacto con el teatro alemán. En Freidburg realiza un curso intensivo de dramaturgia a partir del texto de La celestina con el dramaturgista Dieter Welter. En 1998 realiza un viaje a Barcelona, España por ser invitada a ser parte de la Generación Ñ de la Sociedad General de Autores Españoles (SGAE); y vio el estreno de su obra corta Arrecife. 
En 2002 se publica su obra Último piso en Babilonia en Nueva dramaturgia de Venezuela de la Casa de América, Madrid y se realiza la Lectura dramatizada de Geranio bajo la dirección de Luis Araujo, también en la misma institución. En 2003 es invitada por la Universidad de La Palma para dictar un Taller de Dramaturgia en Las Canarias. En 2004 es invitada para dictar un curso internacional de Dramaturgia en Buenos Aires por Tinta Fresca de Buenos Aires en cooperación con la Embajada de Francia.
En 2006 es publicada su obra corta titulada De una mujer en la revista Conjunto, Cuba y en 2007 inicia su doctorado en la Universidad Carlos III de Madrid.
Televisión
Incursiona en la televisión en 1983 como dialoguista, trabajando con José Simón Escalona, Mariam Escalona, Ángel del Cerro, Manolo Muñoz Rico, José Ignacio Cabrujas, Kiko Oliveri y César Miguel Rondón.
Ha realizado seriados de su autoría como La soberana y una telenovela inspirada en la sinopsis de un argumento de Inés Rodena: Luisa Fernanda.

## Xiomara Moreno Producciones
Xiomara Moreno Producciones (XMP) se crea en septiembre de 1992. Entre los fundadores se encuentran Xiomara Moreno, su hermano Javier Moreno (director y dramaturgo), Valentina Herz Izaguirre (escenógrafa), Juan Iribarren Calcaño, Jesús Ricardo Azuaga y Ricardo García Vanderdys (dramaturgo). Se estrena con El mayor monstruo del mundo de Pedro Calderón de la Barca, bajo la adaptación y dirección de Xiomara Moreno en la Sala José Félix Ribas del Teatro Teresa Carreño.
Bajo la dirección y producción de Moreno se encuentran: Danzas macabras de August Strindberg (versión de Xiomara Moreno, 1993); Coloquio nocturno y crepúsculo otonal de Friedrich Dürrenmatt; El caballero verde (1994); ½ Noche en video 1/5 de José Balza-Javier Moreno (1995); La misión de Heiner Müller (1997); La mujer de espaldas de José Balza - Xiomara Moreno- Carlos Duarte. La versión y montaje de El labrador de Bohemia de Johannes von Tepl; La casa quemada de August Strindberg; El Popol Vuh (2005), en su versión para niños dirigida por Javier Moreno; Mínimas (2005) y De especies (2007).
En Xiomara Moreno Producciones se trabaja por proyectos, con equipo mínimo de personas (cuatro) y a partir de allí contratan actores, diseñadores y realizadores. En XMP actualmente trabajan Valentina Herz, Ricardo Azuaga y Nelson Lehman y Xiomara.

## Obras
Entre las obras que destacaron la importancia de la dramaturga Xiomara Moreno y le abrieron las puertas al mundo de las tablas tenemos:
- Gárgolas (1983)
- Obituario (1984)
- Perlita Blanca como sortija de señorita (1987)
- Geranio (1988)
- Manivela (1990)
- Último piso en Babilonia (1992)
- El caballero verde (1994)
- Arrecife (1998)
- Las mujeres de Espaldas (2000)
- Mínimas (2005)
- De especies (2007)
- El Popol Vuh (2005)
- Monólogos sueltos[4]
- El encargo (2009)[18]
- Cofradía (2010)[19]

## Publicaciones
- Arte, cultura e historia. Cinco artículos/ Xiomara Leticia Moreno. (2014) de Xiomara Leticia Moreno. Caracas: Fondo Editorial de la Facultad de Humanidades y Educación; Universidad Central de Venezuela.[20]
- Perlita blanca como sortija de señorita; Geranio; Manivela: teatro. (1992) de Xiomara Moreno. Caracas: Fundarte.[21]
- Teatro completo (1982-2012). (2013) de Xiomara Moreno. Caracas: Fundarte.[22]
- Último piso en Babilonia. (1995) de Xiomara Moreno. Caracas: Fundarte.[23]
- El silencio detrás de la palabra: poesía. (2008) de Xiomara Moreno. Mérida: El perro y la rana.[24]
- Nueva dramaturgia de Venezuela. (2002) de Xiomara Moreno, Gustavo Ott y Carlos Sánchez Delgado. Madrid: Casa de América.[25]
- Gargolas. (1983) de Xiomara Moreno, Carlos Sánchez Delgado y José Antonio Rial. Caracas: AVEPROTE.[26]
- VI Festival Internacional de Teatro '83 : obras publicadas ; 6 octobre/7 noviembre /1983 ; año bicentenario del natalicio del libertador. (1983) de Varios Autores. Caracas: AVEPROTE.[27]
- Nueva dramaturgia venezolana. (2002) de Xiomara Moreno. Madrid: Editorial Casa de América.[28]
- Cuerpo y código teatral: quince textos creados dentro del Programa de Ampliación Las fronteras del cuerpo, realizado por el Instituto Universitario de Danza (2005-2006). (2008) de Xiomara Moreno. Caracas: IUDET.[29]
- Perlita blanca como sortija de señorita: teatro. (1992) de Xiomara Moreno. Caracas: Fundarte.[30]

## Premios y reconocimientos
Premio TIN (Teatro Infantil Nacional) como Mejor Producción (1996).
Premio TIN (Teatro Infantil Nacional) como Mejor Producción (2004).
Premio Municipal 2005 por Mejor Texto de Teatro.
Mención de Honor en la entrega del Premio Marco Antonio Ettedgui.